# Indeterminate Activity of Resultant Masses
Indeterminate Activity of Resultant Masses è una composizione di Glenn Branca suonata e registrata durante un concerto del 1982, e prodotta su CD dalla Atavistic Records nel 2007. Il CD contiene anche un'intervista di Wim Mertens a John Cage che da opinioni molto negative sulla musica di Glenn Branca.

## Tracce
1. Indeterminate Activity of Resultant Masses (1982)
2. So That Each Person is in Charge of Himself (1982 interview with John Cage)
3. Harmonic Series Chords (1989)